# Hilde Holger

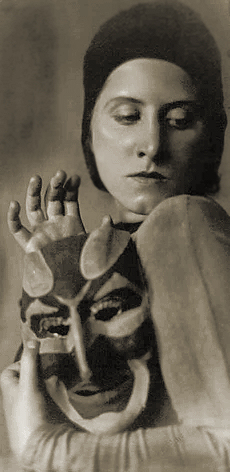
Anton Josef Trčka: Hilde Holger (1925)

Hilde Boman-Behram (* 18. Oktober 1905 in Wien, Österreich-Ungarn; † 24. September 2001 in London-Camden), geborene Sofer, bekannt unter ihrem Künstlernamen Hilde Holger, war eine österreichische expressionistische Tänzerin, Tanzlehrerin und Choreographin, deren Pionierarbeit in der integrierten Tanz Modern Dance umgewandelt.

## Familie
Holger entstammte einer liberal jüdischen Familie. Sie wurde 1905 als Tochter von Alfred Sofer und Elise Sofer, geborene Schreiber, in Wien geboren. Ihr Vater, der Poesie schrieb, starb bereits 1908. Der Großvater von Hilde Holger war Schuhmacher für den österreichischen Hof.
Nach dem Anschluss Österreichs 1938 an das nationalsozialistische Deutsche Reich floh Holger 1939 aus Wien. Da ihr in Großbritannien die Einreise verwehrt wurde, ging sie nach Indien. In Bombay lernte sie den bekannten Homöopathen und Kunstliebhaber Dr. Ardeshir Kavasji Boman-Behram (kurz auch Dr. Adi Boman) kennen, den sie 1940 heiratete. Die Mutter Holgers, der Stiefvater, ihre Schwester und 14 weitere Familienmitglieder starben im Holocaust.
Hilde Holger war Mutter zweier Kinder. Ihre 1946 geborene Tochter Primavera Boman-Behram wurde später Tänzerin, Choreographin, Bildhauerin und Schmuckdesignerin in New York. 1948 übersiedelte die Familie nach Großbritannien. Der Sohn Darius Boman-Behram wurde 1949 mit Down-Syndrom geboren und inspirierte Hilde Holger zu ihrer Arbeit mit geistig Behinderten.

## Werdegang
Im Alter von sechs Jahren begann Hilde Holger das Tanzen. Da sie zu dieser Zeit noch zu jung für eine Akademie war, begann sie mit Showtanz. Zehn Jahre später tourte sie mit der von Gertrud Bodenwieser gegründeten „Bodenwieser Tanzgruppe“ durch ganz Europa. Sie waren Bewunderer der Arbeit der Isadora Duncan und Ruth St. Denis. Gertrud Bodenwieser war ihre Lehrerin und auch Freundin. Mit 18 Jahren hatte Hilde Holger ihr Debüt als Solotänzerin in Wien. Später gründete sie ihre Tanzgruppe, die „Hilde Holger Tanzgruppe“, und auch eine Kindertanzgruppe.

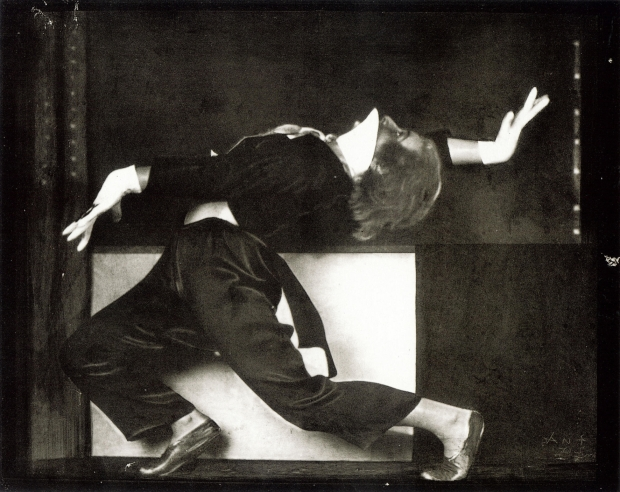
Anton Josef Trčka: Hilde Holger (1926)

1926 entdeckte Holger ihre Leidenschaft für das Lehren und eröffnete ihre eigene Tanzschule, „Neue Schule für Bewegungskunst“ im Palais Ratibor in Wien.
Durch das Gesetz über die Wiedervereinigung Österreichs mit dem Deutschen Reich vom 13. März 1938 war es in Österreich in der Zeit des Nationalsozialismus für Holger als Jüdin verboten, aufzutreten und zu arbeiten. 1939 gelang es ihr jedoch mit der Hilfe ihres Freundes Charles Petrach, das Land zu verlassen. Sie entschied sich dazu, nach Indien zu fliehen, da dies das Land mit dem größten Reiz auf Künstler der westlichen Bevölkerung sei, wie sie selber sagte.
Indien bot ihr die Gelegenheit neue Einflüsse in ihre Arbeit aufzunehmen, insbesondere die Handbewegungen. In klassischen indischen Tänzen werden rund 300 verschiedene Handbewegungen verwendet, um das Leben und die Natur in ihrer ganzen Vielfalt auszudrücken. 1941 eröffnete Holger eine neue Tanzschule in Bombay, in die sie alle Rassen, Religionen und Nationalitäten aufnahm. Dort brachte sie ihren Schülern bei, dass es nicht ausreicht, die Bewegungen zu erlernen, wenn der Verstand nicht auch trainiert wird. Wie auch schon in Wien wurde Holger ein Teil der Kunstgemeinschaft. Sie freundete sich unter anderem mit dem weltbekannten indischen Tänzer Ram Gopal, der auch in ihrer Tanzschule unterrichtete, an. 1948 verließ die Familie Indien aufgrund des ersten indisch-pakistanischen Krieges und der dadurch hervorgerufenen Gewalt zwischen Hindus und Moslems, um nach England zu ziehen.
Nach nur wenigen Monaten in England trat Holger mit ihrer neuen Gruppe schon wieder in Parks und Theatern auf. Auch hier eröffnete sie eine neue Tanzschule, „The Hilde Holger School of Contemporary Dance“ und blieb ihrem Stil zu lehren treu, dass Körper und Geist eine Einheit bilden müssen, um ein guter Tänzer zu sein. Ihren Durchbruch in London feierte Holger 1951 mit der Premiere von „Under the Seas“, inspiriert von der Komposition von Camille Saint-Saëns. Ihre Arbeit war sehr von den Städten und Ländern, in denen sie aufgetreten war und unterrichtet hatte, beeinflusst. Im Jahr 1972 führte sie ein Stück namens „Man against flood“, es war dem chinesischen kommunistischen Parteimitglied Rewi Alley gewidmet. In der Performance gab es Tänzer, die eine menschliche Mauer, gegen Hochwasser, gebildet haben. „Rock Paintings“ (1975) bezog sich auf den artistischen und kulturellen Einfluss Londons, während „Apsaras“ (1983) das Erforschen ihrer Erfahrungen in Indien war. Im Sommer 1983 ging sie zurück nach Indien, wo sie zum letzten Mal im Jahr 1948 war. Dort arbeitete sie als Choreographin für eine große Tanzgruppe unter der Regie von Sachin Shankars. Politisch bekannte sie sich zum Sozialismus.
Besonders stolz war Holger auf ihre Arbeit mit geistig Behinderten. Sie erschuf eine Form der Tanztherapie, von der die Kinder, die wie ihr Sohn Darius ein Down-Syndrom haben, profitieren sollen. Holger wurde die erste Choreographin, die mit jungen Erwachsenen mit schwerer Lernbehinderung im Jahr 1968 auftrat. Das Stück hieß „Towards the Light“, mit der Musik von Edvard Grieg im Sadler’s Wells.

## Lebenswerk
Hilde Holger hat nun schon bei drei Generationen von Choreographen und Tänzern einen bleibenden Eindruck hinterlassen. Als Lehrerin beharrte sie immer auf dem höchsten Standard und schreckte nie vor Risiken zurück, trotz allem liebten ihre Schüler sie. Sie nahm jeden in ihren Tanzschulen auf, der offen und ohne Vorurteile war, da sie auch Schüler mit geistiger Behinderung unterrichtete. Ihre Arbeit mit Menschen mit Down-Syndrom und geistiger Behinderung wurde von einem ihrer Schüler, Wolfgang Stange, weitergeführt. Stange gründete 1980 die AMICI Tanz Theater Gruppe mit geistig und körperlich Behinderten und Profis. Er sagte, dass Holger ihn gelehrt hat, den Wert von Ehrlichkeit auf der Bühne zu erkennen. In Ehren seiner Mentorin führte er Tanzstücke von Holger auf, unter anderem im Odeon Theater in Wien. Von dieser Aufführung war der Ballettmeister des Wiener Staatsballetts so begeistert, dass er wenige Jahre später Auftritte mit jungen Menschen, die eine schwere Lernbehinderung haben, im Wiener Opernhaus präsentierte. Diese Aufführungen wurden mit großem Beifall aufgenommen.
In ihren letzten Wochen hielt Holger noch Tanzstunden in ihrem Kellerstudio im Londoner Ortsteil Camden Town, wo sie mehr als fünfzig Jahre lang lebte und arbeitete. Zu ihren Schülern zählten Liz Aggiss, Jane Asher, Primavera Boman, Carol Brown, Carl Campbell, Sophie Constanti, Jeff Henry, Ivan Illich, Luke Jennings, Thomas Kampe, Claudia Kappenberg, Cecilia Keen Abdeen, Lindsay Kemp, Juliet Miangay-Cooper, Royston Maldoom OBE, Anna Niman, David Niman, Litz Pisk, Kristina Rihanoff, Kelvin Rotardier, Feroza Seervai, Rebecca Skelton, Marion Stein, Sheila Styles, Jacqueline Waltz und Vally Wieselthier.

## Archiv
Nach Holgers Tod 2001 begann ihre Tochter Primavera eine Reise, um die Wahrheit über das Leben ihrer Mutter als berühmte Tänzerin zu entdecken. Sie begann, ein Archiv zu sammeln, um das Leben und die Karriere ihrer Mutter aus dem verbleibenden physischen Vermächtnis zu dokumentieren. Das Archiv ist nicht permanent ausgestellt, obwohl es zahlreiche Ausstellungen gab, die viele von Holgers Artefakten enthielten.

### MoveABOUT
Im Jahr 2010 trafen sich sechs von Holgers Schülern, Boman, Campbell, Kampe, Maldoom, Stange & Waltz, zu einer Reihe von Vorträgen und Tanzworkshops in den Interchange Studios im alten Rathaus von Hampstead im Norden Londons, um an Holgers Pionierarbeit zu erinnern in Inclusive Dance, mit dem Titel MoveABOUT: Transformation through movement. Jeder ehemalige Schüler leitete einen inklusiven Tanzworkshop, um seinen ganz eigenen Stil zu feiern, den Holger in ihnen mitförderte. Diese Workshops führten ihre Arbeit einer weiteren Generation von Tänzern und interessierten Individuen in ihre bahnbrechenden Methoden und Überzeugungen an die Kraft des Tanzes ein, der in ihrem eigenen Leben viele Grenzen, Kulturen und Religionen überschritt.

## Choreografie
| Jahr | Performance                                  | Musik                                                         | Tagungsort                           | Sonstige                              |  |
| ---- | -------------------------------------------- | ------------------------------------------------------------- | ------------------------------------ | ------------------------------------- |  |
| 1923 | Bouree                                       | Johann Sebastian Bach                                         | Wiener Secession                     |                                       |  |
| 1923 | Eine Seifenblase                             | Claude Debussy                                                | Wiener Secession                     |                                       |  |
| 1923 | Forelle                                      | Franz Schubert                                                | Wiener Secession                     |                                       |  |
| 1923 | Humoreske                                    | Max Reger                                                     | Wiener Secession                     |                                       |  |
| 1923 | Le Martyre de Saint Sebastien                | Claude Debussy                                                | Wiener Secession                     |                                       |  |
| 1923 | Reiter im Sturm                              | Siegfried Frederick Nadel                                     | Wiener Secession                     |                                       |  |
| 1923 | Sarabande                                    | Johann Sebastian Bach                                         | Wiener Secession                     |                                       |  |
| 1923 | Trout                                        |                                                               |                                      |                                       |  |
| 1923 | Vogel als Prophet                            | Franz Schubert                                                | Wiener Secession                     |                                       |  |
| 1926 | Funeral March for a Canary                   | Lord Berners                                                  |                                      |                                       |  |
| 1926 | Mechanical Ballet                            |                                                               |                                      |                                       |  |
| 1929 | Chaconne & Variations                        | George Frideric Handel                                        |                                      |                                       |  |
| 1929 | Englischer Schafertanz                       | Percy Aldridge Grainger                                       |                                      |                                       |  |
| 1929 | Hebraischer Tanz solo                        | Alexander Moissejewitsch Weprik                               |                                      |                                       |  |
| 1929 | Lebenswende                                  | Karel Boleslav Jirák                                          |                                      |                                       |  |
| 1929 | Marsch                                       | Sergei Sergejewitsch Prokofjew                                |                                      |                                       |  |
| 1929 | The Martyrdom of Saint Sebastien             | Claude Debussy                                                |                                      |                                       |  |
| 1929 | Mutter Erde                                  | Heinz Graupner                                                |                                      |                                       |  |
| 1929 | Sarabande und Bourree                        | Johann Sebastian Bach                                         |                                      |                                       |  |
| 1929 | Tanz nach Rumaischene Motive                 | Béla Bartók                                                   |                                      |                                       |  |
| 1931 | Javanische Impression                        | Heinz Graupner                                                |                                      |                                       |  |
| 1933 | Kabbalistischer Tanz                         | Vittorio Rieti                                                |                                      |                                       |  |
| 1936 | Ahasver                                      | Marcel Rubin                                                  | Volkshochschule, Wien                |                                       |  |
| 1936 | Barbarasong                                  | Kurt Weill                                                    | Volkshochschule, Wien                |                                       |  |
| 1936 | Engel der Verkündigung                       | Georg Friedrich Händel                                        | Volkshochschule, Wien                |                                       |  |
| 1937 | Flämischer Bilderboden                       | nach Breughel                                                 | Volksbildungshaus, Stöbergasse, Wien |                                       |  |
| 1937 | Golem                                        | Friedrich Wilckens                                            | Volksbildungshaus, Stöbergasse, Wien |                                       |  |
| 1937 | Mystischer Kreis                             | Rudolph Reti                                                  | Volksbildungshaus, Stöbergasse, Wien |                                       |  |
| 1937 | Orientalischer Tanz                          | Graupner                                                      | Volksbildungshaus, Stöbergasse, Wien |                                       |  |
| 1937 | Passacaglia                                  | Georg Friedrich Händel                                        | Volksbildungshaus, Stöbergasse, Wien |                                       |  |
| 1937 | Tango                                        | Ralph Benatzky                                                | Volksbildungshaus, Stöbergasse, Wien |                                       |  |
| 1948 | Annunciation                                 |                                                               |                                      |                                       |  |
| 1948 | Emperors new Clothes                         | Wolfgang Amadeus Mozart                                       |                                      |                                       |  |
| 1948 | Pavane                                       | Maurice Ravel                                                 |                                      |                                       |  |
| 1948 | Russian Fairy Tales                          | Alexander Porfirjewitsch Borodin, Modest Petrovich Mussorgsky |                                      |                                       |  |
| 1948 | Selfish Giant                                |                                                               |                                      |                                       |  |
| 1948 | Tales and Legends in Modern Ballet           |                                                               |                                      |                                       |  |
| 1948 | Viennese Waltz                               | Johann Strauss II                                             |                                      |                                       |  |
| 1952 | Dance with Cymbals on the Indian Ocean       |                                                               |                                      |                                       |  |
| 1952 | Dance with Tambourines                       | Fritz Dietrich                                                |                                      |                                       |  |
| 1952 | Nocturne                                     | Heinz Graupner                                                |                                      |                                       |  |
| 1952 | Slavic Dance                                 | Antonín Dvořák                                                |                                      |                                       |  |
| 1954 | Aztec Cult (Sacrifice)                       |                                                               |                                      |                                       |  |
| 1954 | Barbar the Elephant                          |                                                               |                                      |                                       |  |
| 1954 | Old Vienna                                   |                                                               |                                      |                                       |  |
| 1954 | Orchid                                       |                                                               |                                      |                                       |  |
| 1954 | Rhythm of the East                           |                                                               |                                      |                                       |  |
| 1954 | Selfish Giant                                |                                                               |                                      |                                       |  |
| 1954 | Tibetan Prayer Songs                         |                                                               |                                      |                                       |  |
| 1955 | Angels                                       |                                                               |                                      |                                       |  |
| 1955 | Dance Etudes                                 |                                                               |                                      |                                       |  |
| 1955 | Galliarde-Siciliano                          | Ottorino Respighi                                             |                                      |                                       |  |
| 1955 | Hoops                                        | Georges Bizet                                                 |                                      |                                       |  |
| 1955 | Jazz                                         | Heinz Graupner                                                |                                      |                                       |  |
| 1955 | Men & Horses                                 | John S. Beckett                                               |                                      |                                       |  |
| 1955 | Toccata                                      | Pietro Domenico Paradies                                      |                                      |                                       |  |
| 1955 | Under the Sea                                | Camille Saint-Saëns                                           | Sadler’s Wells                       |                                       |  |
| 1955 | Valse Caprice                                | Aram Khachaturian                                             |                                      |                                       |  |
| 1956 | Etude                                        |                                                               |                                      |                                       |  |
| 1956 | Prelude                                      | Johann Sebastian Bach                                         |                                      |                                       |  |
| 1956 | Theme and Variations                         | George Frideric Handel                                        |                                      |                                       |  |
| 1957 | Allegro Vivaci                               | Johann Sebastian Bach                                         |                                      |                                       |  |
| 1957 | Bird                                         |                                                               |                                      |                                       |  |
| 1957 | Café Dansant                                 | George Gershwin                                               |                                      |                                       |  |
| 1957 | Egypt                                        |                                                               |                                      |                                       |  |
| 1957 | The Hunter and the Geese                     |                                                               |                                      |                                       |  |
| 1957 | Madonna                                      |                                                               |                                      |                                       |  |
| 1957 | March                                        | Lev Knipper                                                   |                                      |                                       |  |
| 1957 | Nativity                                     | George Frideric Handel, Franz Schubert, Johann Sebastian Bach |                                      |                                       |  |
| 1957 | Sale                                         | Johann Strauss II                                             |                                      |                                       |  |
| 1957 | The Toyshop                                  | Aram Khachaturian                                             |                                      |                                       |  |
| 1957 | Stranger                                     | Aaron Copland                                                 |                                      |                                       |  |
| 1957 | Witches Kitchen and Walpurgisnight           | Paul Dukas                                                    |                                      |                                       |  |
| 1958 | Dance Divertissement                         |                                                               |                                      |                                       |  |
| 1958 | Dance for four Women                         | Joaquín Turina                                                |                                      |                                       |  |
| 1958 | Dance with Bells                             | John S. Beckett                                               |                                      |                                       |  |
| 1958 | Ritual Fire Dance                            | Manuel de Falla                                               |                                      |                                       |  |
| 1958 | Song of the Earth                            | Antonín Dvořák                                                |                                      |                                       |  |
| 1960 | Allegro                                      | Arcangelo Corelli                                             |                                      |                                       |  |
| 1960 | Dawn of Life                                 |                                                               |                                      |                                       |  |
| 1960 | The Farmer’s Curst Wife                      | Peter Warlock                                                 |                                      |                                       |  |
| 1960 | Frankie and Johannie                         | Peter Warlock                                                 |                                      |                                       |  |
| 1960 | Imaginary Invalid                            | Gioachino Rossini                                             |                                      |                                       |  |
| 1960 | Secret Annexe                                |                                                               |                                      |                                       |  |
| 1960 | West Indian Spiritual                        |                                                               |                                      |                                       |  |
| 1961 | Dance for Two                                | Germaine Tailleferre                                          |                                      |                                       |  |
| 1961 | Egypt                                        |                                                               |                                      |                                       |  |
| 1961 | The House of Bernarda Alba (The Sisters)     | Joaquín Turina                                                |                                      | geschrieben von Federico Lorca        |  |
| 1961 | Metamorphoses                                | Ovid                                                          |                                      |                                       |  |
| 1961 | Pierrot                                      | Johann Sebastian Bach                                         |                                      |                                       |  |
| 1963 | Dance for Men                                |                                                               |                                      |                                       |  |
| 1963 | Dream                                        | Friedrich Wilckens                                            |                                      |                                       |  |
| 1963 | Lady Isobel and the Elf Knight               | Peter Warlock                                                 |                                      |                                       |  |
| 1963 | Narcissus (The Image)                        | Heinz Graupner                                                |                                      |                                       |  |
| 1965 | Ballad of the Hanged (Villons Epitaph)       |                                                               |                                      |                                       |  |
| 1965 | Cain’s Morning                               |                                                               |                                      |                                       |  |
| 1965 | Canticle of the Sun                          | Johann Pachelbel                                              |                                      |                                       |  |
| 1965 | Creation of Adam & Eve                       | Olivier Messiaen                                              |                                      |                                       |  |
| 1965 | Nightwalkers                                 | Olivier Messiaen                                              |                                      |                                       |  |
| 1965 | Saint Francis and his sermon to the birds    |                                                               |                                      |                                       |  |
| 1968 | Angelic Prelude – Inspirations               | Giuseppe Torelli                                              |                                      |                                       |  |
| 1968 | Salome                                       | Philip Croot                                                  |                                      |                                       |  |
| 1968 | Towards the Light                            | Edvard Grieg                                                  | Sadlers Wells                        |                                       |  |
| 1968 | The Wise & Foolish Virgins                   | Philip Croot                                                  |                                      |                                       |  |
| 1970 | The Scarecrow                                |                                                               |                                      |                                       |  |
| 1971 | Snowchild                                    |                                                               |                                      |                                       |  |
| 1972 | Bamboo                                       | Aram Chatschaturjan                                           | Commonwealth Institute, London       |                                       |  |
| 1972 | Bauhaus                                      | Erik Satie                                                    | Commonwealth Institute, London       |                                       |  |
| 1972 | Embrace                                      | Erik Satie                                                    | Commonwealth Institute, London       |                                       |  |
| 1972 | Flight                                       |                                                               | Commonwealth Institute, London       |                                       |  |
| 1972 | Hieronymus Bosch                             | Roger Cutts                                                   | Commonwealth Institute, London       |                                       |  |
| 1972 | Honoré Daumier                               |                                                               | Commonwealth Institute, London       |                                       |  |
| 1972 | The Hypopatic Doctor                         | Gioachino Rossini, Franz Schubert                             | Commonwealth Institute, London       |                                       |  |
| 1972 | Inspirations                                 | Sergei Rachmaninoff, Claude Debussy                           | Commonwealth Institute, London       |                                       |  |
| 1972 | Man against Flood                            | Yin Chengzong                                                 | Commonwealth Institute, London       | basierend auf dem Buch von Rewi Alley |  |
| 1972 | Prelude                                      |                                                               |                                      |                                       |  |
| 1972 | Renaissance, Scene on Earth, Scene on Heaven | Mompou, Gordon Langford, Banchieri                            | Commonwealth Institute, London       |                                       |  |
| 1972 | Shiva and the Grasshopper                    | Gordon Langford                                               | Commonwealth Institute, London       | basierend auf dem Gedicht von Kipling |  |
| 1972 | Suspension                                   | Maurice Ravel                                                 | Commonwealth Institute, London       |                                       |  |
| 1972 | Tranquillity                                 | Alan Hovhaness                                                | Commonwealth Institute, London       |                                       |  |
| 1972 | Tribal Nocturne                              | Béla Bartók                                                   | Commonwealth Institute, London       |                                       |  |
| 1974 | Archaic                                      |                                                               |                                      |                                       |  |
| 1974 | Bamboo                                       | Aram Chatschaturjan                                           |                                      |                                       |  |
| 1974 | Egypt                                        | Giuseppe Verdi                                                |                                      |                                       |  |
| 1974 | Hieronymus Bosch                             | Roger Cutts                                                   |                                      |                                       |  |
| 1974 | The Hunter and the Hunted                    |                                                               |                                      |                                       |  |
| 1974 | Paul Klee Spring Awakening                   | Béla Bartók                                                   |                                      |                                       |  |
| 1974 | Renaissance                                  | Federico Mompou                                               |                                      |                                       |  |
| 1974 | Spring Awakening                             |                                                               |                                      |                                       |  |
| 1975 | Inspirations                                 | Sergei Rachmaninow, Claude Debussy                            | Hampstead Theatre, London            |                                       |  |
| 1975 | Mobiles                                      | Alfredo Casella                                               | Hampstead Theatre, London            |                                       |  |
| 1975 | Paul Klee Spring Awakening                   | Béla Bartók                                                   | Hampstead Theatre, London            |                                       |  |
| 1975 | Rockpaintings                                | Roger Cutts                                                   | Hampstead Theatre, London            |                                       |  |
| 1975 | Toulouse Lautrec                             | Erik Satie                                                    | Hampstead Theatre, London            |                                       |  |
| 1976 | The Park                                     |                                                               |                                      |                                       |  |
| 1977 | Prelude and Chorale                          | César Franck                                                  |                                      |                                       |  |
| 1977 | Sacred and Profane Dance                     |                                                               |                                      |                                       |  |
| 1979 | African Poetry                               |                                                               |                                      |                                       |  |
| 1979 | Apsaras                                      |                                                               |                                      |                                       |  |
| 1979 | Homage to Barbara Hepworth                   | Heitor Villa-Lobos                                            |                                      |                                       |  |
| 1979 | Prelude                                      | Giuseppe Torelli                                              |                                      |                                       |  |
| 1979 | Tower of Mothers                             | Carl Orff                                                     |                                      |                                       |  |
| 1979 | Tradisches Ballet                            |                                                               |                                      | choreographiert von Oskar Schlemmer   |  |
| 1979 | We are Dancing                               | Johann Sebastian Bach                                         |                                      |                                       |  |
| 1983 | The Bow and Arrow                            | David Sutton-Anderson                                         | Hampstead Theatre, London            |                                       |  |
| 1983 | Fishes                                       | David Sutton-Anderson                                         | Hampstead Theatre, London            |                                       |  |
| 1983 | The Letter                                   | Coleridge                                                     | Hampstead Theatre, London            |                                       |  |
| 1983 | The Manikin                                  | Coleridge                                                     | Hampstead Theatre, London            |                                       |  |
| 1983 | The Penguin Story                            | David Sutton-Anderson                                         | Hampstead Theatre, London            |                                       |  |
| 1983 | Pick a Back                                  | Coleridge                                                     | Hampstead Theatre, London            |                                       |  |
| 1983 | Poems on a Boy’s Painting                    | David Sutton-Anderson                                         | Hampstead Theatre, London            | Gedichte von Ke Yan, Bilder von Bu Di |  |
| 1983 | Sea and Sand                                 |                                                               | Hampstead Theatre, London            | Gedichte von Rewi Alley               |  |
| 1983 | Sea, Clouds, Sparkling Lighthouse, Flames    |                                                               | Hampstead Theatre, London            |                                       |  |
| 1983 | Umbrellas                                    |                                                               | Hampstead Theatre, London            | Gedichte von Ke Yan, Bilder von Bu Di |  |
| 1983 | What is a Poem                               | David Sutton-Anderson                                         | Hampstead Theatre, London            |                                       |  |
| 1984 | The City                                     | Marcel Rubin                                                  | Hampstead Theatre, London            |                                       |  |
| 1984 | Don Quixote                                  | David Sutton-Anderson                                         | Hampstead Theatre, London            |                                       |  |
| 1984 | Ritual                                       | David Sutton-Anderson                                         | Hampstead Theatre, London            |                                       |  |
| 1984 | Scherzo                                      | Frédéric Chopin                                               |                                      |                                       |  |
| 1988 | Children of the Vorstadt                     | Franz Lehár                                                   | Hampstead Theatre, London            |                                       |  |
| 1988 | Childrens' Games                             |                                                               |                                      |                                       |  |
| 1988 | Death and the Maiden                         | Franz Schubert                                                | Hampstead Theatre, London            |                                       |  |
| 1988 | Egon Schiele in Memoriam, The Dying Empire   | Strauss                                                       | Hampstead Theatre, London            |                                       |  |
| 1988 | The Family                                   | Hugo Wolf                                                     | Hampstead Theatre, London            |                                       |  |
| 1988 | Flemish Picture Sheet                        |                                                               |                                      |                                       |  |
| 1988 | Fluteplayers                                 |                                                               |                                      |                                       |  |
| 1988 | Four Seasons                                 | Antonio Vivaldi                                               | Hampstead Theatre, London            |                                       |  |
| 1988 | Golem                                        | Wilckens                                                      |                                      |                                       |  |
| 1988 | Hands                                        | David Sutton-Anderson                                         | Hampstead Theatre, London            |                                       |  |
| 1988 | The Least is the Most                        | Schlagzeug: David Sutton-Anderson                             | Hampstead Theatre, London            |                                       |  |
| 1988 | Mechanical Ballet                            | Ludwig Hirschfeld Mack                                        |                                      |                                       |  |
| 1988 | Models                                       | Franz Schubert, Arnold Schönberg                              | Hampstead Theatre, London            |                                       |  |
| 1995 | Whales                                       |                                                               |                                      |                                       |  |
| 2000 | Rhythms of the Unconscious Mind              |                                                               |                                      |                                       |  |